# Faza eliminatorie a Ligii Campionilor 2020-2021
Faza eliminatorie a Ligii Campionilor 2020-2021 a început pe 16 februarie cu optimile de finală și s-a încheiat pe 29 mai 2021 cu finala de pe Estádio do Dragão din Porto, Portugalia, pentru a decide campioana Ligii Campionilor 2020-2021. Un total de 16 echipe au participat în faza eliminatorie.
Orele de joc sunt afișate în EET/EEST (ora României), iar în paranteză este afișată ora locală.

## Echipele calificate
Faza eliminatorie implică cele 16 echipe care s-au calificat drept câștigătoare și echipele de pe locul 2 ale fiecăreia dintre cele opt grupe din faza grupelor.

| Grupa | Câștigătoarele (capi de serie) | Echipele de pe locul 2 (non-capi de serie) |
| ----- | ------------------------------ | ------------------------------------------ |
| A     | FC Bayern München              | Club Atlético de Madrid                    |
| B     | Real Madrid CF                 | VfL Borussia Mönchengladbach               |
| C     | Manchester City FC             | FC Porto                                   |
| D     | Liverpool FC                   | Atalanta BC                                |
| E     | Chelsea FC                     | Sevilla FC                                 |
| F     | Borussia Dortmund              | SS Lazio                                   |
| G     | Juventus                       | FC Barcelona                               |
| H     | Paris Saint-Germain            | RB Leipzig                                 |

## Calendar
Programul a fost după cum urmează (toate extragerile s-au desfășurat la sediul UEFA din Nyon, Elveția).
| Faza       | Tragerea la sorți        | Manșa tur                                          | Manșa retur                                        |
| ---------- | ------------------------ | -------------------------------------------------- | -------------------------------------------------- |
| Optimi     | 14 decembrie 2020, 13:00 | 16–17 & 23–24 februarie 2021                       | 9–10 & 16–17 martie 2021                           |
| Sferturi   | 19 martie 2021, 13:00    | 6–7 aprilie 2021                                   | 13–14 aprilie 2021                                 |
| Semifinale | 19 martie 2021, 13:00    | 27–28 aprilie 2021                                 | 4–5 mai 2021                                       |
| Finala     | 19 martie 2021, 13:00    | 29 mai 2021 pe Stadionul Olimpic Atatürk, Istanbul | 29 mai 2021 pe Stadionul Olimpic Atatürk, Istanbul |

## Clasificare
|  | Optimi de finală   | Optimi de finală | Optimi de finală |                    |                 | Sferturi de finală | Sferturi de finală | Sferturi de finală |  |                | Semifinale | Semifinale | Semifinale |  |                 | Finala (29 mai – Porto) | Finala (29 mai – Porto) |  |
|  |                    |                  |                  |                    |                 |                    |                    |                    |  |                |            |            |            |  |                 |                         |                         |  |
|  | SS Lazio           | 1                | 1                |                    |                 |                    |                    |                    |  |                |            |            |            |  |                 |                         |                         |  |
|  | Bayern München     | 4                | 2                |                    |                 |                    |                    |                    |  |                |            |            |            |  |                 |                         |                         |  |
|  | Bayern München     | 4                | 2                |                    | Bayern München  | 2                  | 1                  |                    |  |                |            |            |            |  |                 |                         |                         |  |
|  |                    |                  |                  |                    | Bayern München  | 2                  | 1                  |                    |  |                |            |            |            |  |                 |                         |                         |  |
|  |                    | PSG (a)          | 3                | 0                  |                 |                    |                    |                    |  |                |            |            |            |  |                 |                         |                         |  |
|  | FC Barcelona       | PSG (a)          | 3                | 0                  | 1               | 1                  |                    |                    |  |                |            |            |            |  |                 |                         |                         |  |
|  | FC Barcelona       |                  |                  |                    | 1               | 1                  |                    |                    |  |                |            |            |            |  |                 |                         |                         |  |
|  | PSG                | 4                | 1                |                    |                 |                    |                    |                    |  |                |            |            |            |  |                 |                         |                         |  |
|  | PSG                | 4                | 1                |                    |                 |                    |                    |                    |  | PSG            | 1          | 0          |            |  |                 |                         |                         |  |
|  |                    |                  |                  |                    |                 |                    |                    |                    |  |                | 1          | 0          |            |  |                 |                         |                         |  |
|  | Manchester City    | 2                | 2                |                    |                 |                    |                    |                    |  |                |            |            |            |  |                 |                         |                         |  |
|  | Manchester City    | 2                | 2                | Mönchengladbach    | 0               | 0                  |                    |                    |  |                |            |            |            |  |                 |                         |                         |  |
|  |                    |                  |                  | Mönchengladbach    | 0               | 0                  |                    |                    |  |                |            |            |            |  |                 |                         |                         |  |
|  | Manchester City    | 2                | 2                |                    |                 |                    |                    |                    |  |                |            |            |            |  |                 |                         |                         |  |
|  | Manchester City    | 2                | 2                |                    | Manchester City | 2                  | 2                  |                    |  |                |            |            |            |  |                 |                         |                         |  |
|  |                    |                  |                  |                    | Manchester City | 2                  | 2                  |                    |  |                |            |            |            |  |                 |                         |                         |  |
|  |                    | Dortmund         | 1                | 1                  |                 |                    |                    |                    |  |                |            |            |            |  |                 |                         |                         |  |
|  | Sevilla FC         | Dortmund         | 1                | 1                  | 2               | 2                  |                    |                    |  |                |            |            |            |  |                 |                         |                         |  |
|  | Sevilla FC         |                  |                  |                    | 2               | 2                  |                    |                    |  |                |            |            |            |  |                 |                         |                         |  |
|  | Dortmund           | 3                | 2                |                    |                 |                    |                    |                    |  |                |            |            |            |  |                 |                         |                         |  |
|  | Dortmund           | 3                | 2                |                    |                 |                    |                    |                    |  |                |            |            |            |  | Manchester City | 0                       |                         |  |
|  |                    |                  |                  |                    |                 |                    |                    |                    |  |                |            |            |            |  |                 | 0                       |                         |  |
|  | Chelsea FC         | 1                |                  |                    |                 |                    |                    |                    |  |                |            |            |            |  |                 |                         |                         |  |
|  | Chelsea FC         | 1                | Atalanta BC      | 0                  | 1               |                    |                    |                    |  |                |            |            |            |  |                 |                         |                         |  |
|  |                    |                  | Atalanta BC      | 0                  | 1               |                    |                    |                    |  |                |            |            |            |  |                 |                         |                         |  |
|  | Real Madrid CF     | 1                | 3                |                    |                 |                    |                    |                    |  |                |            |            |            |  |                 |                         |                         |  |
|  | Real Madrid CF     | 1                | 3                |                    | Real Madrid CF  | 3                  | 0                  |                    |  |                |            |            |            |  |                 |                         |                         |  |
|  |                    |                  |                  |                    | Real Madrid CF  | 3                  | 0                  |                    |  |                |            |            |            |  |                 |                         |                         |  |
|  |                    | Liverpool FC     | 1                | 0                  |                 |                    |                    |                    |  |                |            |            |            |  |                 |                         |                         |  |
|  | RB Leipzig         | Liverpool FC     | 1                | 0                  | 0               | 0                  |                    |                    |  |                |            |            |            |  |                 |                         |                         |  |
|  | RB Leipzig         |                  |                  |                    | 0               | 0                  |                    |                    |  |                |            |            |            |  |                 |                         |                         |  |
|  | Liverpool FC       | 2                | 2                |                    |                 |                    |                    |                    |  |                |            |            |            |  |                 |                         |                         |  |
|  | Liverpool FC       | 2                | 2                |                    |                 |                    |                    |                    |  | Real Madrid CF | 1          | 0          |            |  |                 |                         |                         |  |
|  |                    |                  |                  |                    |                 |                    |                    |                    |  |                | 1          | 0          |            |  |                 |                         |                         |  |
|  | Chelsea FC         | 1                | 2                |                    |                 |                    |                    |                    |  |                |            |            |            |  |                 |                         |                         |  |
|  | Chelsea FC         | 1                | 2                | FC Porto (d.p.; a) | 2               | 2                  |                    |                    |  |                |            |            |            |  |                 |                         |                         |  |
|  |                    |                  |                  | FC Porto (d.p.; a) | 2               | 2                  |                    |                    |  |                |            |            |            |  |                 |                         |                         |  |
|  | Juventus           | 1                | 3                |                    |                 |                    |                    |                    |  |                |            |            |            |  |                 |                         |                         |  |
|  | Juventus           | 1                | 3                |                    | FC Porto        | 0                  | 1                  |                    |  |                |            |            |            |  |                 |                         |                         |  |
|  |                    |                  |                  |                    | FC Porto        | 0                  | 1                  |                    |  |                |            |            |            |  |                 |                         |                         |  |
|  |                    | Chelsea FC       | 2                | 0                  |                 |                    |                    |                    |  |                |            |            |            |  |                 |                         |                         |  |
|  | Atlético de Madrid | Chelsea FC       | 2                | 0                  | 0               | 0                  |                    |                    |  |                |            |            |            |  |                 |                         |                         |  |
|  | Atlético de Madrid |                  |                  |                    | 0               | 0                  |                    |                    |  |                |            |            |            |  |                 |                         |                         |  |
|  | Chelsea FC         | 1                | 2                |                    |                 |                    |                    |                    |  |                |            |            |            |  |                 |                         |                         |  |

## Optimi de finală
Tragerea la sorți pentru optimile de finală a avut loc pe 14 decembrie 2020, ora 13:00.
| Echipa 1                     | Scor gen. | Echipa 2            | Tur   | Retur      |
| ---------------------------- | --------- | ------------------- | ----- | ---------- |
| FC Barcelona                 | 2 – 5     | Paris Saint-Germain | 1 – 4 | 1 – 1      |
| RB Leipzig                   | 0 – 4     | Liverpool FC        | 0 – 2 | 0 – 2      |
| FC Porto                     | (a) 4 – 4 | Juventus            | 2 – 1 | 2 – 3 d.p. |
| Sevilla FC                   | 4 – 5     | Borussia Dortmund   | 2 – 3 | 2 – 2      |
| Club Atlético de Madrid      | 0 – 3     | Chelsea FC          | 0 – 1 | 0 – 2      |
| SS Lazio                     | 2 – 6     | FC Bayern München   | 1 – 4 | 1 – 2      |
| Atalanta BC                  | 1 – 4     | Real Madrid CF      | 0 – 1 | 1 – 3      |
| VfL Borussia Mönchengladbach | 0 – 4     | Manchester City FC  | 0 – 2 | 0 – 2      |

### Manșa tur
| FC Barcelona    | 1 – 4   | Paris Saint-Germain           |
| --------------- | ------- | ----------------------------- |
| Messi 27' (pen) | Detalii | 32', 65', 85' Mbappé 70' Kean |

| RB Leipzig | 0 – 2   | Liverpool FC       |
| ---------- | ------- | ------------------ |
|            | Detalii | 53' Salah 58' Mané |

| FC Porto             | 2 – 1   | Juventus   |
| -------------------- | ------- | ---------- |
| Taremi 2' Marega 46' | Detalii | 82' Chiesa |

| Sevilla FC          | 2 – 3   | Borussia Dortmund          |
| ------------------- | ------- | -------------------------- |
| Suso 7' de Jong 84' | Detalii | 19' Dahoud 27', 43' Håland |

| Club Atlético de Madrid | 0 – 1   | Chelsea FC |
| ----------------------- | ------- | ---------- |
|                         | Detalii | 68' Giroud |

| SS Lazio   | 1 – 4   | FC Bayern München                              |
| ---------- | ------- | ---------------------------------------------- |
| Correa 49' | Detalii | 9' Lewandowski 24' Musiala 42' Sané 47' Acerbi |

| Atalanta BC | 0 – 1   | Real Madrid CF |
| ----------- | ------- | -------------- |
| Freuler 17' | Detalii | 86' Mendy      |

| VfL Borussia Mönchengladbach | 0 – 2   | Manchester City FC  |
| ---------------------------- | ------- | ------------------- |
|                              | Detalii | 29' Silva 65' Jesus |

### Manșa retur
| Juventus                    | 3 – 2   | FC Porto                                  |
| --------------------------- | ------- | ----------------------------------------- |
| Chiesa 49', 63' Rabiot 117' | Detalii | 19' (pen), 115' Oliveira · 52' 54' Taremi |

La scorul general 4–4, FC Porto s-a calificat datorită numărului mai mare de goluri marcate în deplasare.
| Borussia Dortmund     | 2 – 2   | Sevilla FC                 |
| --------------------- | ------- | -------------------------- |
| Håland 35', 54' (pen) | Detalii | 68' (pen), 90+6' En-Nesyri |

Borussia Dortmund s-a calificat cu scorul general 5–4.
| Liverpool FC       | 2 – 0   | RB Leipzig |
| ------------------ | ------- | ---------- |
| Salah 70' Mané 74' | Detalii |            |

Liverpool FC s-a calificat cu scorul general 4–0.
| Paris Saint-Germain | 1 – 1   | FC Barcelona   |
| ------------------- | ------- | -------------- |
| Mbappé 30' (pen)    | Detalii | 37' 45+3'Messi |

Paris Saint-Germain s-a calificat cu scorul general 5–2.
| Manchester City FC         | 2 – 0   | VfL Borussia Mönchengladbach |
| -------------------------- | ------- | ---------------------------- |
| De Bruyne 12' Gündoğan 18' | Detalii |                              |

Manchester City FC s-a calificat cu scorul general 4–0.
| Real Madrid CF                          | 3 – 1   | Atalanta BC |
| --------------------------------------- | ------- | ----------- |
| Benzema 34' Ramos 60' (pen) Asensio 84' | Detalii | 83' Muriel  |

Real Madrid CF s-a calificat cu scorul general 4–1.
| Chelsea FC                | 2 – 0   | Club Atlético de Madrid |
| ------------------------- | ------- | ----------------------- |
| Ziyech 34' Palmieri 90+4' | Detalii | 81' Savić               |

Chelsea FC s-a calificat cu scorul general 3–0.
| FC Bayern München                       | 2 – 1   | SS Lazio   |
| --------------------------------------- | ------- | ---------- |
| Lewandowski 33' (pen) Choupo-Moting 73' | Detalii | 82' Parolo |

FC Bayern München s-a calificat cu scorul general 6–2.
Note
- ^1 – Datorită îngrijorărilor asupra variantei COVID-19 B.1.1.7, mai multe țări, printre care și Germania sau Spania, au impus restricții călătoriilor din Regatul Unit. Echipele din țările cu restricții care aveau partide împotriva formațiilor englezești au fost nevoite să își dispute meciul de acasă în alte țări care puteau permite accesul acestor formații. Din cele trei meciuri care sufereau de aceste măsuri, ambele manșe ale meciurilor RB Leipzig vs. Liverpool FC și VfL Borussia Mönchengladbach vs. Manchester City FC s-au jucat pe Puskás Aréna din Budapesta (Ungaria), iar meciul dintre Club Atlético de Madrid și Chelsea FC s-a decis să se desfășoare pe Arena Națională din București (România).[5][6][7]
- ^2 – Real Madrid își joacă meciurile de acasă pe Alfredo Di Stéfano, Madrid, în loc de stadionul lor obișnuit Santiago Bernabéu, Madrid.

## Sferturi de finală
Tragerea la sorți pentru sferturile de finală a avut loc pe 19 martie 2021, ora 13:00.
| Echipa 1           | Scor gen. | Echipa 2            | Tur   | Retur |
| ------------------ | --------- | ------------------- | ----- | ----- |
| Manchester City FC | 4 – 2     | Borussia Dortmund   | 2 – 1 | 2 – 1 |
| FC Porto           | 1 – 2     | Chelsea FC          | 0 – 2 | 1 – 0 |
| FC Bayern München  | 3 – 3 (a) | Paris Saint-Germain | 2 – 3 | 1 – 0 |
| Real Madrid CF     | 3 – 1     | Liverpool FC        | 3 – 1 | 0 – 0 |

### Manșa tur
| Real Madrid CF                    | 3 – 1   | Liverpool FC |
| --------------------------------- | ------- | ------------ |
| Vinícius Jr. 27', 65' Asensio 36' | Detalii | 51' Salah    |

| Manchester City FC      | 2 – 1   | Borussia Dortmund |
| ----------------------- | ------- | ----------------- |
| De Bruyne 19' Foden 90' | Detalii | 84' Reus          |

| FC Bayern München            | 2 – 3   | Paris Saint-Germain           |
| ---------------------------- | ------- | ----------------------------- |
| Choupo-Moting 37' Müller 60' | Detalii | 3', 68' Mbappé 28' Marquinhos |

| FC Porto | 0 – 2   | Chelsea FC              |
| -------- | ------- | ----------------------- |
|          | Detalii | 32' Mounté 85' Chilwell |

### Manșa retur
| Chelsea FC | 0 – 1   | FC Porto     |
| ---------- | ------- | ------------ |
|            | Detalii | 90+4' Taremi |

Chelsea FC s-a calificat cu scorul general 2–1.
| Paris Saint-Germain | 0 – 1   | FC Bayern München |
| ------------------- | ------- | ----------------- |
|                     | Detalii | 40' Choupo-Moting |

La scorul general 3–3, Paris Saint-Germain s-a calificat datorită numărului mai mare de goluri marcate în deplasare.
| Borussia Dortmund | 1 – 2   | Manchester City FC         |
| ----------------- | ------- | -------------------------- |
| Bellingham 15'    | Detalii | 55' (pen) Mahrez 75' Foden |

Manchester City FC s-a calificat cu scorul general 4–2.
| Liverpool FC | 0 – 0   | Real Madrid CF |
| ------------ | ------- | -------------- |
|              | Detalii |                |

Real Madrid CF s-a calificat cu scorul general 3–1.

## Semifinale
Tragerea la sorți pentru semifinale a avut loc în acceași zi cu cea a sferturilor de finală, pe 19 martie 2021, ora 13:00.
| Echipa 1            | Scor gen. | Echipa 2           | Tur   | Retur |
| ------------------- | --------- | ------------------ | ----- | ----- |
| Real Madrid CF      | 1 – 3     | Chelsea FC         | 1 – 1 | 0 – 2 |
| Paris Saint-Germain | 1 – 4     | Manchester City FC | 1 – 2 | 0 – 2 |

### Manșa tur
| Real Madrid CF | 1 – 1   | Chelsea FC  |
| -------------- | ------- | ----------- |
| Benzema 29'    | Detalii | 14' Pulišić |

| Paris Saint-Germain        | 1 – 2   | Manchester City FC       |
| -------------------------- | ------- | ------------------------ |
| Marquinhos 15' · Gueye 77' | Detalii | 64' De Bruyne 71' Mahrez |

### Manșa retur
| Manchester City FC | 2 – 0   | Paris Saint-Germain |
| ------------------ | ------- | ------------------- |
| Mahrez 11', 63'    | Detalii | 69' Di María        |

Manchester City FC s-a calificat cu scorul general 4–1.
| Chelsea FC           | 2 – 0   | Real Madrid CF |
| -------------------- | ------- | -------------- |
| Werner 28' Mount 85' | Detalii |                |

Chelsea FC s-a calificat cu scorul general 3–1.

## Finala
Finala s-a jucat pe 29 mai 2021 pe Estádio do Dragão din Porto. O tragere la sorți a avut loc pe 19 martie 2021, după tragerile pentru sferturile de finală și semifinale, pentru a determina echipa de „acasă” în scopuri administrative.
| Manchester City FC | 0 – 1   | Chelsea FC  |
| ------------------ | ------- | ----------- |
|                    | Detalii | 42' Havertz |